# Macrosphenus kempi
Macrosphenus kempi е вид птица от семейство Macrosphenidae.

## Разпространение
Видът е разпространен в Гана, Гвинея, Камерун, Кот д'Ивоар, Либерия, Нигерия и Сиера Леоне.